# Gerarchia Usenet
Una gerarchia Usenet è costituita dall'insieme dei newsgroup caratterizzati dalla stessa parte iniziale (la prima parte del nome, o primo livello).

## Descrizione
Una gerarchia Usenet viene di solito identificata utilizzando il primo livello, seguito dal punto e dall'asterisco. Per esempio il gruppo malta.media.radio appartiene alla gerarchia malta.
Caratterizzano una gerarchia, oltre al fatto evidente di racchiudere un insieme di newsgroup che condividono lo stesso prefisso iniziale, l'adozione di policy di gestione definite, con l'invio periodico degli articoli di controllo firmati con chiave PGP/GPG, la presenza di una adeguata documentazione, la completezza della struttura, l'adeguata collocazione tassonomica dei gruppi che la compongono e la qualità della propagazione dell'intero insieme dei newsgroup rispetto ai principali news server.
Ulteriori informazioni su cosa è una gerarchia, su come viene gestita ed altre utili informazioni possono essere trovate nel documento di Russ Allbery.
Un elenco delle gerarchie esistenti veniva postato su news.admin.hierarchies da Lewis S. Eisen, ma al momento non è sufficientemente aggiornato ed è meglio fare riferimento alla raccolta dei control message di ISC.
Al momento in Italia la gerarchia più completa e con la migliore propagazione è it.*, coordinata a livello centrale dal GCN, dove esistono dei prerequisiti per l'apertura di nuovi newsgroup. Una gerarchia particolare è italia.*, nata come aggregazione delle varie reti civiche esistenti. Un breve successo lo ebbe su free.* (con il suo ramo .it.*) paradigma della "libertà" ma, a causa di efficaci strumenti di controllo e di gestione è in declino; l'ultima nata è it-alt.*, caratterizzata dall'esistenza di più Gruppi di gestione. Ormai in disuso, ma con una certa diffusione in passato (anche se mai troppo significativa), sono la gerarchie ita.* ed i2000.*.